# 小行星22531
小行星22531（22531 Davidkelley）是一颗绕太阳运转的小行星，为主小行星带小行星。该小行星于1998年3月发现。

## 轨道参数
小行星22531的轨道半长轴为2.2118210 UA，离心率为0.192。